# Borgáta, Vas
Borgáta  este un sat în districtul Celldömölk, județul Vas, Ungaria, având o populație de 128 de locuitori (2011). 

## Demografie
Componența etnică a satului Borgáta
     Maghiari (100%)
Componența confesională a satului Borgáta
     Luterani (35,16%)
     Romano-catolici (31,25%)
     Reformați (4,69%)
     Fără religie (3,13%)
     Necunoscută (25,78%)
Conform recensământului din 2011, satul Borgáta avea 128 de locuitori. Din punct de vedere etnic, majoritatea locuitorilor (100,0%) erau maghiari. Nu există o religie majoritară, locuitorii fiind luterani (35,16%), romano-catolici (31,25%), reformați (4,69%) și persoane fără religie (3,13%). Pentru 25,78% din locuitori nu este cunoscută apartenența confesională.